# 杜文达
杜文达（1914年—1995年），中国人民解放军将领、中国人民解放军开国少将。
曾任中国人民解放军陆军第六十六军军长。1955年，授予中国人民解放军少将。